# Музей истории науки
Музей истории науки (англ. History of Science Museum) — научно-исторический музей в Оксфорде, Англия. Расположен в старом здании Эшмоловского музея на Брод-стрит, построенном в 1683 году, являющимся старейшим в мире общедоступным музеем.
Музей открыт для публики каждый день, кроме понедельника, вход бесплатный.

## История
Построенное для хранения коллекции Элиаса Эшмола в 1683 году здание стало первым в мире музеем доступным для публики. Первоначально концепция музея заключалась в институционализации новых знаний о природе, появившихся в XVII веке. Коллекция Эшмола постепенно расширялась охватывая широкий спектр связанных с историей естественных наук.
В 1924 году дар коллекции Льюиса Эванса позволил музею продолжить работу в качестве «Музея истории науки». При этом Эшмоловский музей был перепрофилирован в направлении археологии и искусства.

## Коллекции и выставки

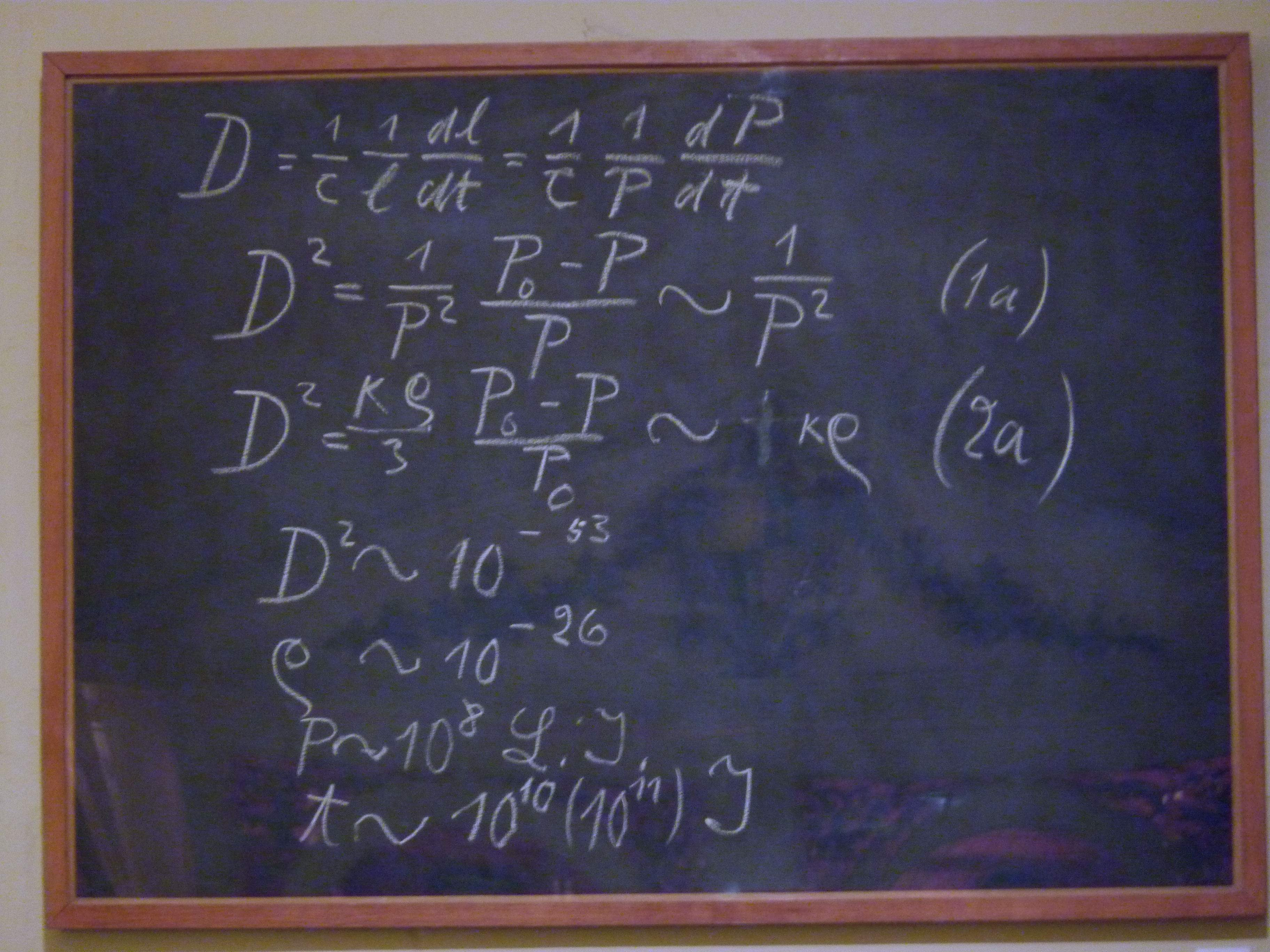
Доска Эйнштейна, которую учёный использовал для своих лекций в Оксфорде в 1931 году

Коллекция и само здание теперь занимают особое место в изучении истории науки и в развитии западной культуры и коллекционирования. Одним из самых знаковых предметов в коллекции является доска Эйнштейна, которую Альберт Эйнштейн использовал 16 мая 1931 года для своих лекций во время посещения Оксфордского университета.
Текущая коллекция содержит около 18 000 предметов, представляющих почти все аспекты истории науки от времён античности до начала XX века.